# Dans in Vlaanderen
Dans kent in Vlaanderen, als kunstvorm, geen lange traditie: de oorsprong ervan ligt hooguit in de 19e eeuw, met de ontvangst van troepen uit Frankrijk of Brussel. Dans is vooral beroemd geworden sinds de jaren 1980 en 1990, toen de zogeheten Vlaamse Golf opgang maakte. Er zijn evenwel verschillende stromingen, verwante praktijken, en voorlopers die bepalend zijn geweest voor de ontwikkeling van dans in Vlaanderen.  

## Ballet
Het heeft geruime tijd geduurd alvorens klassiek ballet geprofessionaliseerd en geïnstitutionaliseerd werd in Vlaanderen. Een belangrijke mijlpaal hierbij was de oprichting van het Ballet van Vlaanderen in 1969 door Jeanne Brabants, het gezelschap dat in 1976 omgedoopt werd tot het Koninklijk Ballet van Vlaanderen (KBvV). Sinds 2014 is KBvV gefuseerd met Opera Vlaanderen waaruit de organisatie Opera Ballet Vlaanderen (OBV) voortkwam. Van bij het begin kende het gezelschap een sterke lokale verankering terwijl ook werd ingezet op internationale uitstraling. Het accent ligt op avondvullende voorstellingen gaande van traditioneel repertoirewerk zoals Don Quichote en Romeo en Julia, tot ingrijpende bewerkingen zoals Het Zwanenmeer van Jan Fabre. Binnen de structuur van het Ballet werd in 1985 ook een afdeling Musical opgezet, met Linda Lepomme als artistiek directeur. Er werden zowel Nederlandstalige versies van musicals zoals Jesus Christ Superstar, Evita of West Side Story gebracht, als nieuw werk zoals Dear Fox en Sacco & Vanzetti, maar ook meer uitdagend werk als de musicals van Stephen Sondheim. Na het dichtdraaien van de subsidiekraan werd de afdeling opgedoekt.

## Volksdans
Vlaamse volksdansen zoals die nu gedanst worden hebben een betrekkelijk recente geschiedenis, die teruggaat tot het begin van de vorige eeuw. Aanvankelijk werden ze door de eerder lagere klassen van de maatschappij uitgeoefend, in voornamelijk socialistische kringen zoals de arbeidersjeugd, maar ook bij de Vlaamsche Landsbond voor Roomsch-Katholieke Vrouwen en Meisjes werd omstreeks die periode het volksdansen erg populair. In de periode rond de Tweede Wereldoorlog wordt de volksdans gemonopoliseerd door nationalistische milieus zoals onder andere het Vlaamsch Nationaal Vrouwenverbond (VNVV) en keldert de populariteit ervan bijgevolg in 1945. Een eenvormige definitie van Vlaamse volksdans is moeilijk te geven daar elke streek zijn eigen gamma heeft. Kenmerkend hierbij zijn de typische kledij, het gebruik van (Vlaamse) volksmuziek en het vendelzwaaien dat regelmatig deel uitmaakt van de activiteiten. De koepelorganisatie van de volksdans in Vlaanderen is het Vlaams Instituut voor Volksdans en Volksmuziek (VIVO).

## Hedendaagse dans
Omstreeks de jaren tachtig van de 20e eeuw kende de dans een ware heropleving die een aanvang nam met de voorstellingen van Fase (1982) en Rosas danst Rosas (1983) van Anne Teresa De Keersmaeker. Deze kon hiervoor op mondiale erkenning rekenen. In 1984 maakt Les Ballets C de la B, met sleutelfiguren als Alain Platel, Sidi Larbi Cherkaoui, Koen Augustijnen (vanaf 1991) en Christine De Smedt (vanaf 1990), furore met werken als Bonjour Madame (1993), La Tristeza Complice (1995), Iets op Bach (1999), Allemaal Indiaan (1999), Wolf (2003) en vsprs (2006) . Daarnaast maakte ook Jan Fabre naam met onder andere De macht der theaterlijke dwaasheden (1984) en, enkele jaren later, De Danssecties (1987). Eveneens in 1987 had Wim Vandekeybus het internationaal succes met zijn debuut What the body does not remember (1987). Recent is er de groeiende bijval voor het oeuvre van Alain Platel, wiens voorstelling Bernadetje (1996) in het buitenland erg enthousiast werd onthaald. Aan dit lijstje dienen ook nog de naam van de New Yorkse, maar reeds lange tijd in Brussel werkzame choreografe Meg Stuart, te worden toegevoegd en het internationaal erg succesvolle gezelschap Peeping Tom dat, naast eigen producties, samenwerkt met gerenommeerde theatergezelschappen Residenz München) en danscompagnies (NDT) en in 2015 bekroond werd met een Olivier award.
Om een groot publiek kennis te laten maken met (hedendaagse) dans, en die kunstvorm meer bekend én bemind te maken, organiseert Kanaries in actie vzw, jaarlijks Dag van de Dans. Als onderdeel van dat evenement stellen gezelschappen, cultuurhuizen, werkplaatsen, filmzalen en musea in heel Vlaanderen en Brussel een origineel en divers programma samen, en palmen ze diverse podia, pleinen en straten in. Het programma bevat niet alleen dansvoorstellingen, maar ook try-outs, dansfilms, workshops en (dans)interventies in de publieke ruimte. Kanaries in actie vzw is een samenwerkingsverband van A Two Dogs Company, Action Scénique, Caravan Production, Damaged Goods, Eastman, fieldworks, Great Investment, Grip, Hiatus, Kobalt Works, Kunst/Werk, Kunsthuis Ballet Vlaanderen, kwaad bloed, Les Ballets C de la B, Peeping Tom, Rosas, STUK, Ultima Vez, Voetvolk en wp Zimmer.

## Urban dans[3]
De hiphop-cultuur heeft zich sinds 1980 verspreid over heel België.
Urban dans is van subcultuur uitgegroeid tot een dansvorm die ernstig wordt genomen in televisieformats als So You Think You Can Dance, in de muziekwereld en in de professionele hedendaagse dans. Mede dankzij het democratisering van de Boombox, kunnen publieke plaatsen gebruikt worden als openluchtstudio door Street dancers. In Brussel is deze trend het meest zichtbaar; trein- en metrostations worden vaak gebruikt, mede door de lege ruimte en de gladde tegels. Ter ere van de Feestdag van de Vlaamse Gemeenschap organiseert de Vlaamse overheid, in samenwerking met Muntpunt elk jaar Brussel Danst. Het Muntplein wordt een gratis openluchtfestival met veel dans en optredens.

## Ondersteuningsbeleid
Danspunt bevordert als landelijke overkoepelende organisatie de artistieke kwaliteit van dans in Vlaanderen en Brussel en heeft oog voor het maatschappelijk belang ervan. Ze werd officieel erkend op 1 januari 2002 als enige disciplinaire organisatie voor amateurdans in Vlaanderen. Danspunt stelt als doel de (amateur)danssector te ondersteunen, te begeleiden, te informeren, te promoten.De organisatie heeft haar hoofdzetel op Dok Noord in Gent.